# Dickfühlerweichwanze

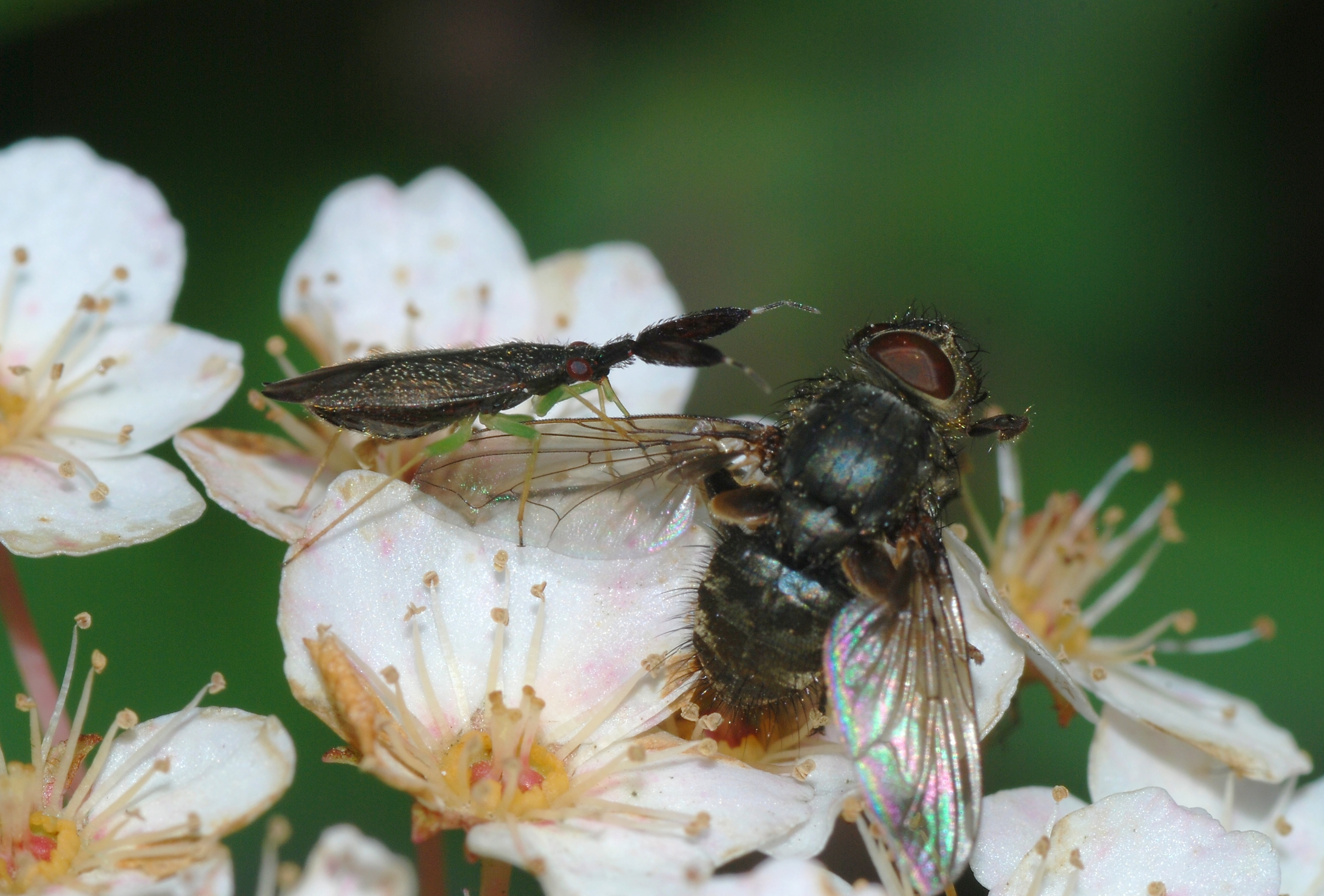
Heterotoma planicornis saugt an einer toten Fliege

Die Dickfühlerweichwanze (Heterotoma planicornis) ist eine Wanzenart aus der Familie der Weichwanzen (Miridae).

## Merkmale
Die Wanzen werden 4,6 bis 5,5 Millimeter lang. Das breite und abgeflachte zweite Fühlerglied, die dunkle Grundfarbe und die dazu stark kontrastierenden grünlichen Beine machen die Art unverwechselbar.

## Vorkommen und Lebensraum
Die Art ist vor allem in West- und Mitteleuropa, dem Norden Europas bis in den Süden Skandinaviens und dem Süden bis in den nördlichen Mittelmeerraum verbreitet. Wie auch Heterotoma merioptera ist sie außerdem in Polen, Österreich, Ungarn, Rumänien und Bulgarien nachgewiesen. Sie wurde durch den Menschen in Nordamerika eingeschleppt. In Deutschland ist sie weit verbreitet und ziemlich häufig. Dies gilt wohl auch in Österreich, hier gibt es jedoch bisher nur vereinzelte Nachweise.
Besiedelt wird die Kraut- und Strauchschicht, besonders in heckenartigen Lebensräumen, seltener leben sie auch auf Bäumen.

## Lebensweise
Die Wanzen ernähren sich überwiegend räuberisch von Blattläusen, Blattflöhen, den Raupen von Gespinst- und Knospenmotten sowie Wicklern und von anderen kleinen Wirbellosen und deren Präimaginalstadien. Sie leben häufig auf Großer Brennnessel (Urtica dioica), Besenginster (Cytisus scoparius), Rubus-Arten, Schlehdorn (Prunus spinosa), Weißdornen (Crataegus) und an anderen verholzten Rosengewächsen (Rosaceae). Seltener findet man sie auch an anderen Laubgehölzen wie Erlen (Alnus), Weiden (Salix), Haseln (Corylus), Eichen (Quercus) und anderen. Die Art gilt im Obstbau als Nützling. Bei Nahrungsmangel saugen die Wanzen aber auch an den Wirtspflanzen, insbesondere an den Knospen und unreifen Früchten. Die Nymphen schlüpfen ab Ende Mai/Anfang Juni, die adulten Tiere der neuen Generation treten ab Juli auf und können bis in den September angetroffen werden.

## Belege